# Lokomotiw-Pierowo
Lokomotiw-Pierowo - stadion sportowy w Moskwie, rejon Pierowo. Trybuny mogą pomieścić 1536 osób. Powstał w latach 40. XX wieku.